# Інститут транспорту нафти
АТ «Інститут транспорту нафти» (ІТН) — одна з найбільших компаній в Україні та на пострадянському просторі з проектування, консультативного та інжинірингового супроводження об'єктів транспорту, перевалки, зберігання, розподілу нафти і продуктів її переробки.

## Історія

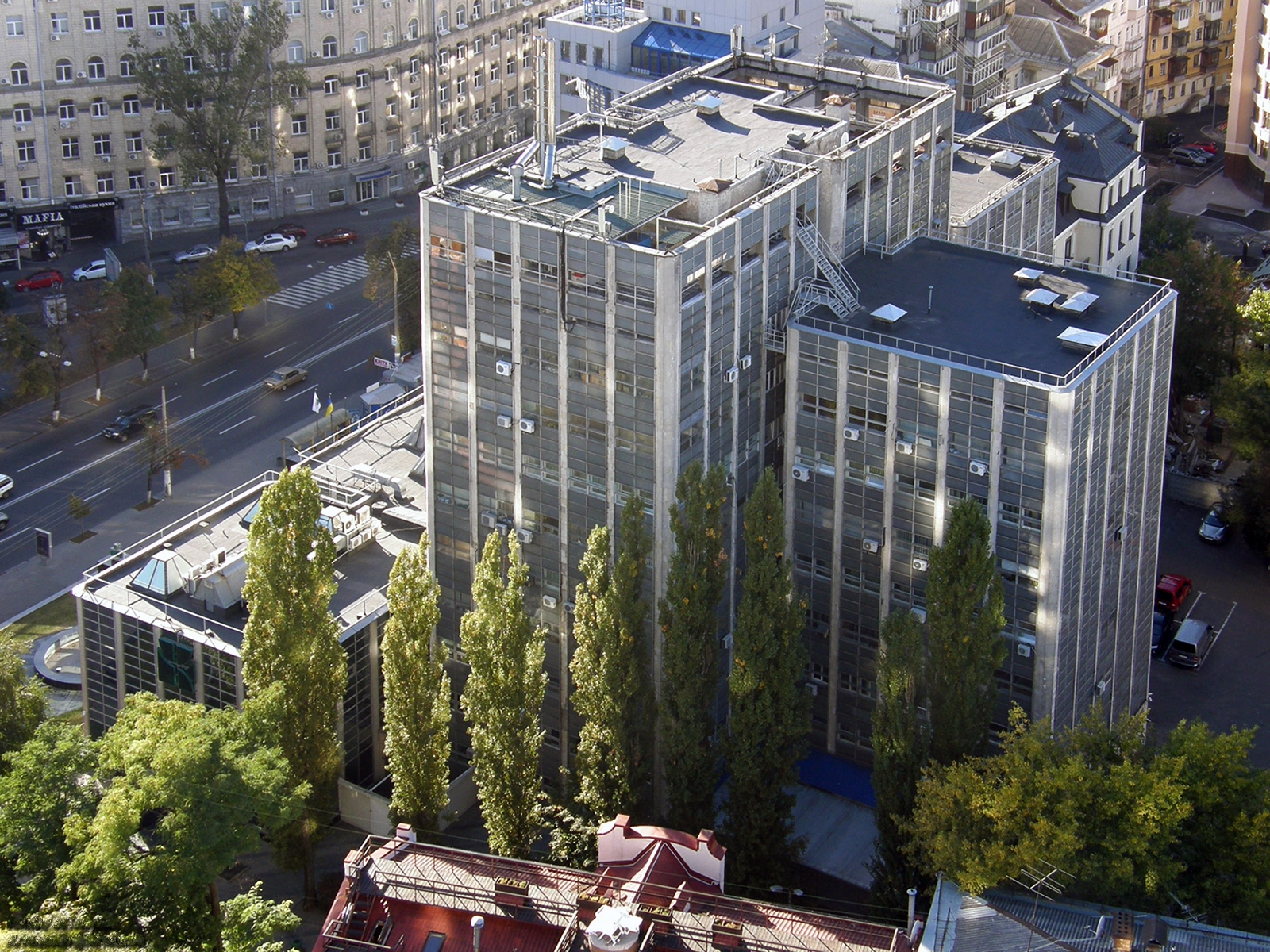
Головний офіс Інституту транспорту нафти (м. Київ, вулиця Січових Стрільців, 60)

- Березень 1944 — квітень 1951 — Українське відділення тресту «Нафтопровідпроект»
- Квітень 1951 — травень 1958 — Київська філія інституту «Діпротранснафта»
- Травень 1958 — березень 1965 — Київська філія інституту «Діпротрубопровід»
- Березень 1965  — січень 1973 — Державний інститут «Південдіпротрубопровід»
- Січень 1973  — вересень 1994 — Державний інститут «Південьдіпронафтопровід»
- Вересень 1994  — вересень 1995 — Інститут транспорту нафти
- Вересень 1995  — Відкрите акціонерне товариство «Інститут транспорту нафти» (ІТН)
- З травня 2010 року Інститут транспорту нафти став Публічним акціонерним товариством (ПАТ)
- Березень 2020  — Публічне акціонерне товариство «Інститут транспорту нафти» з 18 березня 2020 року перейменовано в Акціонерне товариство «Інститут транспорту нафти» (АТ)

## Роботи та послуги
1. Виконання передпроектних робіт, комплексне проектування і інжиніринговий супровід будівництва, реконструкції та модернізації магістральних трубопроводів будь-якого призначення, нафтоперекачувальних станцій, резервуарних парків для зберігання нафти і нафтопродуктів, нафтобаз, берегових і морських перевалочних комплексів, будівель, споруд та інженерних мереж, що входять в інфраструктуру трубопровідного транспорту ;
2. інженерні вишукування для проектування, в період будівництва та експлуатації;
3. технічні обстеження існуючих об'єктів з оцінкою їх впливу на навколишнє середовище і розробкою рекомендацій з ремонту, реконструкції, модернізації;
4. створення банків даних на основі геоінформаційних технологій та комплексних систем безпеки магістральних трубопроводів;
5. експертно-консультативні послуги з питань функціонування та розвитку нафтопровідного транспорту.

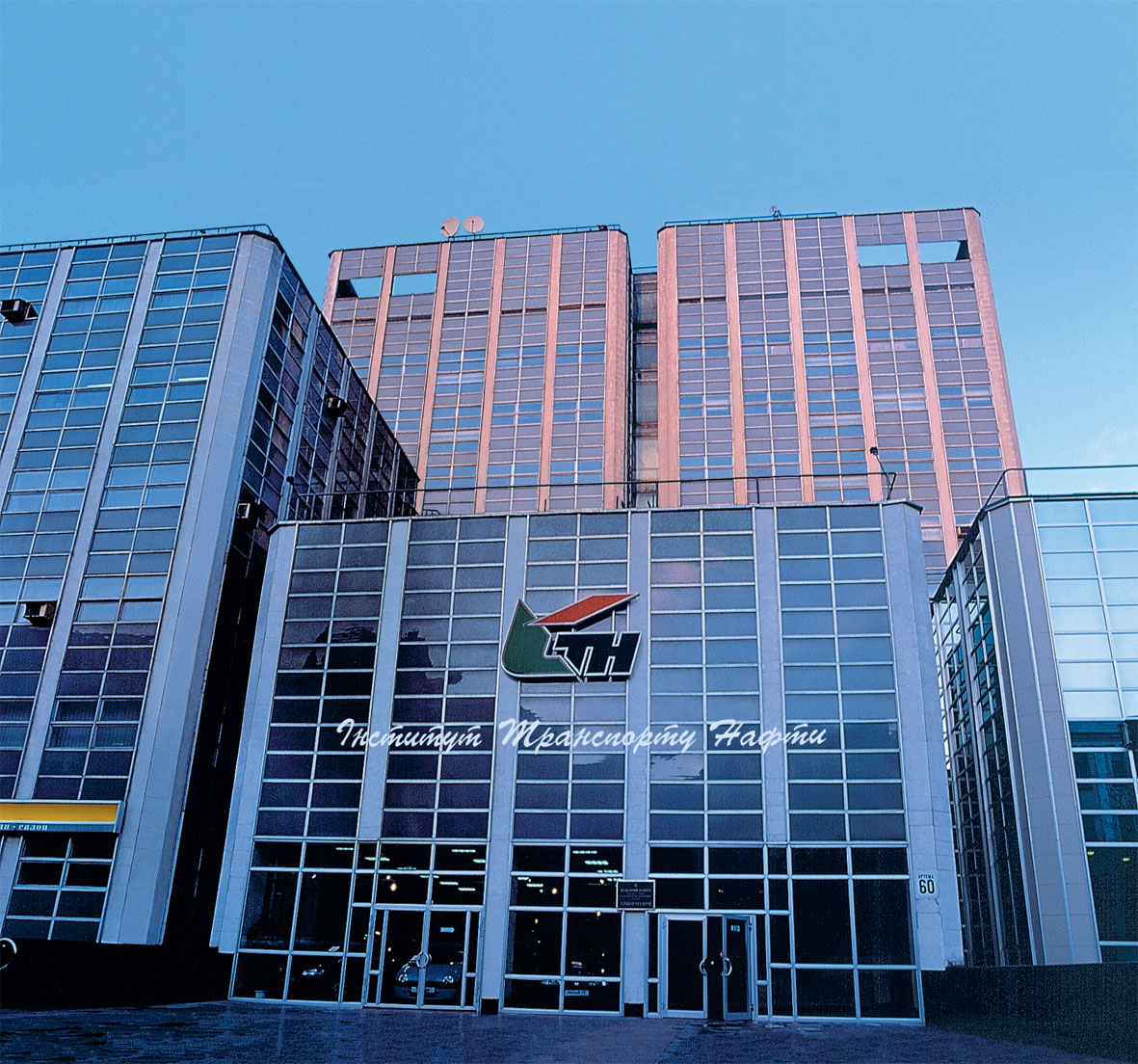
Центральний вхід до інституту

## Міжнародні сертифікати ISO
Система вдосконалення підприємства АТ «ІТН» сертифікована на відповідність вимогам міжнародного стандарту ISO 9001: 2015.
У Систему вдосконалення підприємства інтегрована Система екологічного менеджменту та менеджменту охорони здоров'я та забезпечення безпеки праці, отримані сертифікати на відповідність стандартам ISO 14001: 2015 та ISO 45001: 2015.

## Нагороди

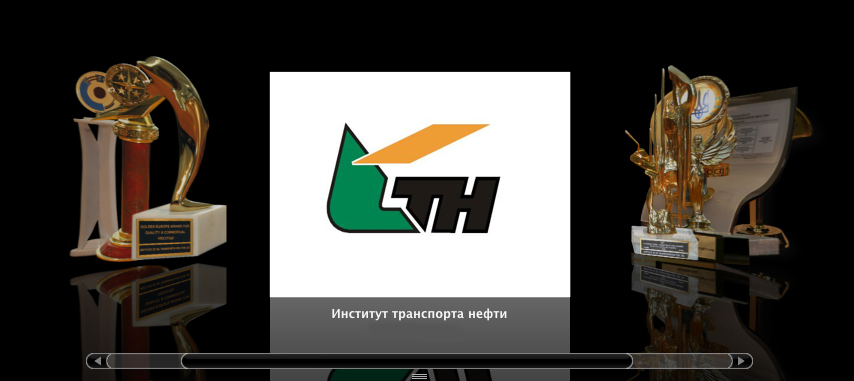
Нагороди компанії

- Переможець Всеукраїнського конкурсу якості «Чемпіон чемпіонів з якості 10-річчя» у номінації «Розвиток партнерства» (2005 р.)
- Володар сертифікату «Визнання досконалості в Європі» Європейського фонду управління якістю. Занесений до щорічного Каталогу найкращих підприємств Європи (2005 р.)
- Переможець 4-го Українського національного конкурсу з якості (1999 р.)
- Фіналіст третього Українського національного конкурсу з якості (1998 р.) в номінації «Великі підприємства»
- Учасник конкурсів на здобуття Європейської нагороди з якості
- Член клубу лідерів якості України з 1998 року

## Реалізовані проекти[1]
- Нафтопровід Каламкас — Каражанбас — Актау
- Нафтопровід Узень — Атирау — Самара
- Нафтопровід Жулин — Надвірна
- Нафтопровід Алібекмола — Кенкіяк
- Нафтопровід Матансас — Сьєнфуегос
- Нафтопровід Самгорі — Батумі